# Tonga National University
La Universidad Nacional de Tonga (en inglés: Tonga National University; TNU) es una universidad tongana. Establecida por ley en 2021, se trata de la fusión de los institutos de capacitación gubernamentales existentes. Se inaugurará formalmente el 27 de enero de 2023. El campus de la universidad está en Pahu en Nukuʻalofa.
El canciller de la universidad es el rey Tupou VI.

## Historia
En agosto de 2021 el gobierno tongano anunció los planes para inaugurar una universidad nacional. La Ley de la Universidad Nacional de Tonga, que buscaba establecer un marco legal para el centro fue presentada a la Asamblea Legislativa y aprobada el mismo año. La norma fusionó formalmente el Instituto de Educación de Tonga, el Instituto de Educación Superior de Tonga, el Instituto de Ciencia y Tecnología de Tonga, el Instituto Politécnico Marítimo de Tonga, el Instituto de Enfermería y Salud Afines Reina Salote y la Escuela de Policía de Tonga, propiedad del gobierno, para formar una única institución. A su vez, definió los objetivos de la universidad como "preservar, ampliar y difundir el conocimiento en el Reino a través de la enseñanza, la investigación y las becas; proporcionar formación académica, técnica y profesional y educación continua; fomentar y facilitar el estudio de la lengua y la cultura de Tonga y otros temas de interés para Tonga; y facilitar el desarrollo económico y social" del país.
El 11 de enero de 2023, el primer ministro Siaosi Sovaleni anunció que los cursos abrirían formalmente el 27 de enero de 2023. Asimismo, fue inaugurada oficialmente por el príncipe heredero Tupoutoʻa ʻUlukalala el 20 de enero de 2023.

## Facultades y cursos
La universidad ofrece inicialmente cinco licenciaturas: en educación primaria y secundaria, informática, turismo y estudios agrícolas. También incluirá estudios de enfermería.